# Udo Helmbrecht

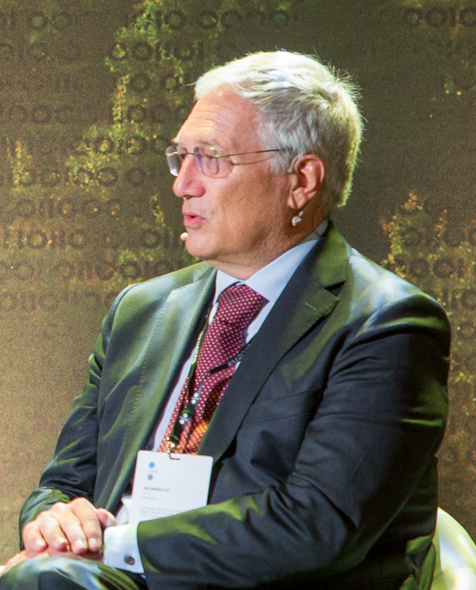
Udo Helmbrecht (2017)

Udo Helmbrecht (* 5. April 1955 in Castrop-Rauxel) war Präsident des Bundesamtes für Sicherheit in der Informationstechnik (BSI) und Direktor der EU-IT-Sicherheits-Agentur European Network and Information Security Agency (ENISA). Derzeit ist er Honorarprofessor an der Fakultät für Informatik der Universität der Bundeswehr München und war ab März 2020 zudem Technischer Direktor des dortigen IT-Forschungszentrums CODE.

## Biographie
1955 in Castrop-Rauxel geboren, machte Udo Helmbrecht 1974 das Abitur und absolvierte danach eine zweijährige Dienstzeit bei der Bundeswehr. 1981 schloss er sein Physikstudium an der Ruhr-Universität Bochum ab. 1984 erfolgte dort die Promotion zum Dr. rer. nat. mit einer Arbeit über Monte-Carlo-Simulation von quantenmechanischen Vielteilchensystemen. Während der Promotion war er von 1981 bis 1983 als wissenschaftlicher Angestellter am Institut für theoretische Physik der Ruhr-Universität Bochum und danach bis 1985 als Abteilungsleiter Anwendungssoftware an der Bergischen Universität Wuppertal tätig.
1985 wechselte Helmbrecht nach München zu Messerschmitt-Bölkow-Blohm GmbH (MBB) – einem Vorgänger der heutigen EADS – und begann seine Laufbahn als Systemanalytiker innerhalb eines deutsch-chinesischen Projekts. 1986 wurde er zum Projektleiter ernannt. In dieser Zeit absolvierte er ein zweijähriges Nachwuchs-Führungskräfteprogramm. 1988 wurde er Assistent des Unternehmensbereichsleiters Flugzeuge und übernahm 1990 die Leitung der Abteilung Technische Informationssysteme. Von 1992 bis 1995 war er als Programmleiter Informationstechnologie tätig und damit verantwortlich für das produktbereichsübergreifende Programm- und Projektmanagement der Informationstechnologie im Produktbereich Militärflugzeuge.
1995 folgte der Wechsel zur Bayerischen Versorgungskammer, einer Einrichtung zur berufsständischen Alters-, Berufsunfähigkeits- und Hinterbliebenenversorgung. Als Direktor und Bereichsleiter Informationsverarbeitung (CIO) verantwortete er die Datenverarbeitung, Informationstechnologie, Informationssicherheit, Anwendungsentwicklung, das Rechenzentrum sowie die Netzwerkinfrastruktur.
Von März 2003 bis Oktober 2009 war Helmbrecht Präsident des Bundesamtes für Sicherheit in der Informationstechnik (BSI) in Bonn. In dieser Zeit baute er die Behörde zum operativen IT-Sicherheitsdienstleister der Bundesregierung aus.
Von Oktober 2009 bis Oktober 2019 war Helmbrecht geschäftsführender Direktor (englisch: Executive Director) der European Union Agency for Cyber Security  (ENISA) mit Sitz in Athen in Griechenland.
Seit 12. November 2010 hat Helmbrecht eine Honorarprofessur an der Universität der Bundeswehr München inne, und seit Oktober 2019 ist er dort an der Fakultät für Informatik als Professor tätig. Von März 2020 bis Januar 2021 war Helmbrecht der Technische Direktor des an der Bundeswehr-Universität angesiedelten Forschungszentrums CODE. Zum 1. Februar 2021 ging er in den Ruhestand.